# نيكولاس سيليس
نيكولاس سيليس (بالإسبانية: Nicolás Celis)‏ هو لاعب كرة قدم بيروفي، ولد في 24 أكتوبر 1984 في إكيتوس في بيرو. لعب مع نادي ميلغار أريكيبا.

## وصلات خارجية
- نيكولاس سيليس على موقع قاعدة بيانات كرة القدم.إي يو (الإنجليزية)
- نيكولاس سيليس على موقع Soccerway.com (الإنجليزية)